# 2003년 11월
| 2003년: 1월 · 2월 · 3월 · 4월 · 5월 · 6월 · 7월 · 8월 · 9월 · 10월 · 11월 · 12월 |

| <          | 2003년 11월  | 2003년 11월 | 2003년 11월 | 2003년 11월 | 2003년 11월 | >           |
| 일         | 월           | 화          | 수          | 목          | 금          | 토          |
|            |              |             |             |             |             | 1 10.8 무인 |
| 2 9 기묘   | 3 10 경진    | 4 11 신사   | 5 12 임오   | 6 13 계미   | 7 14 갑신   | 8 15 을유   |
| 9 16 병술  | 10 17 정해   | 11 18 무자  | 12 19 기축  | 13 20 경인  | 14 21 신묘  | 15 22 임진  |
| 16 23 계사 | 17 24 갑오   | 18 25 을미  | 19 26 병신  | 20 27 정유  | 21 28 무술  | 22 29 기해  |
| 23 30 경자 | 24 11.1 신축 | 25 2 임인   | 26 3 계묘   | 27 4 갑진   | 28 5 을사   | 29 6 병오   |
| 30 7 정미  |              |             |             |             |             |             |

| 편집하기 |

## 2003년11월 26일
- 영국 항공 소속의 콩코드가 마지막 상업 운항을 했다. 에어프랑스 소속의 콩코드는 이미 5월에 운항이 종료된 상태이다.
- 국제 원자력 기구가 이라크에게 핵 확산 금지 조약을 따를 것을 투표로 결의하다.

## 2003년11월 24일
- 신용 불량자 양산 등 자금난 문제로 유동성 위기를 겪고 있는 LG카드(현 신한카드)가 채권단으로부터 2조원의 긴급 자금을 지원하다.

## 2003년11월 23일
- 조지아의 에두아르트 셰바르드나제 대통령이 장미 혁명으로 인해 퇴진하다.

## 2003년11월 21일
- 국제 우주 정거장이 궤도상에 올려진 지 5년이 되는 날이다.

## 2003년11월 20일
- 이스탄불에서 영국에 반대하는 2건의 차량 폭탄 테러가 발생하다. 영국 대사관과 HSBC의 지점을 각각 목표로 한 이 테러로 영국 대사관이 일부 파괴되고, 영국인 외교관을 포함한 27명의 사망자와 390명의 부상자를 냈다.

## 2003년11월 18일
- 마이클 잭슨이 성추행 혐의로 체포되다.

## 2003년11월 15일
- 이스탄불의 시나고그를 목표로 한 두 차례의 차량 폭탄 테러로 23명(그중 6명은 유태인)이 사망하고 300여 명이 부상하다.

## 2003년11월 14일
- 타이베이 101이 완공되다.

## 2003년11월 13일
- 일본이 이라크에 파병할 것을 밝히다.

## 2003년11월 11일
- 미국 상원이 시리아에 대한 각종 제재 조치를 두고 표결을 벌이다.

## 2003년11월 8일
- 미국 공군이 팔루자(ar) 지역을 폭격하다.
- 리야드 교외의 고급 주택가에서 일어난 차량 폭탄 테러로 17명이 사망하다.

## 2003년11월 5일
- 2004학년도 대학수학능력시험이 시행되다. 역대 대학수학능력시험 사상 최초로 "복수 정답"을 인정하였다.

## 2003년11월 4일
- 노벨(en)이 오픈수세를 배포하는 수세(fr)를 사들일 것을 발표하다.

## 2003년11월 2일
- 장미 혁명이 일어나다.

## 2003년11월 1일
- 열린우리당이 창당되다.